# Teratomyza undulata
Teratomyza undulata är en tvåvingeart som beskrevs av Mcalpine och Roger de Keyzer 1994. Teratomyza undulata ingår i släktet Teratomyza och familjen Teratomyzidae.
Artens utbredningsområde är New South Wales. Inga underarter finns listade i Catalogue of Life.